# 李文浩
李文浩（英語：Lee Man-ho，1993年—），前香港深水埗區議會長沙灣選區議員，前長沙灣社區發展力量召集人。於2019年香港區議會選舉以千票之差高票擊敗經民聯的龐朝輝當選。

## 參與2015年香港區議會選舉
於2015年香港區議會選舉，李文浩、以獨立人士身份參選的勞資關係協進會總幹事林瑞含，一同挑戰林家輝。當中李文浩取得1307票，林瑞含取得246票，林家輝取得1491票未過半數之下第五次連任。

## 參與2019年香港區議會選舉
於2019年香港區議會選舉，時任議員林家輝沒有參選，並交棒龐朝輝。另外參戰的，有報稱為文員的葉智豪。
於參選期間，李文浩曾經受到親共陣營各方面不同的滋擾，包括有區內店舖在店內同時貼出李文浩及其主要對手龐朝輝的海報，但只有李文浩海報的玻璃位置被塗污。另外，李文浩在10月21日擺街站宣傳時亦遇襲，損失兩枝旗。
在是次選舉中，李文浩取得超過六成選票，高票擊敗龐朝輝，當選為區議員。

## 區議員時期（2020年－2021年）
李文浩當選後與鄰區友好議員劉家衡合租辦事處，並於門外貼上「本辦事處不為任何藍絲提供服務，藍絲與狗不得內進」之告示。事後告示於社交媒體廣傳，導致李不斷收到騷擾電話及訊息，並警告他「會比人斬」、「會變浮屍」等。2020年3月7日，有群眾到辦事處抗議發生爭執。9日再有30多人手持標語和木棍到辦事處抗議，抵達後向辦事處吐口水，混亂之間職員潘書韻（其時為劉女友）稱要清潔辦事處，於門外傾倒漂白水並濺中抗議群眾，立即觸發雙方肢體衝突。最終兩名議員和三名女職員均告受傷送明愛醫院治理，辦事處的閉路電視亦遭破壞。事後警方到場拘捕三名抗議人士，包括政研會主席關新偉及鄧德成。3月12日深水埗反黑組第一隊登門劉家衡住所搜屋，並帶走潘書韻協助調查。
2020年11月28日，根據網上流傳的錄音，李文浩在深水埗区议会的讨论时在会上曾指“在国际社会间，‘中国人’三个字等同于过街老鼠”。李文浩回覆《星島日報》詢問時承認曾講過這些話，他稱自己原意是想指出執政者須為其政策而負上執政責任，質疑若要推行普通話，為何政府不帶頭規定公務員講普通話。他解釋，香港民間語言是粵語，在這種前提下要學生講普通話，可能反令學生格格不入以及被嘲笑。至於「過街老鼠論」被指辱華，李表示，中國人出遊有不文明行為，在國際間形象極為負面，他的言論只是客觀指出事實，「不是我一個人造成這件事」。他不擔心因有關言論被DQ，認為即使政府要因此取消其區議員資格，也應基於完整事實，而非斷章取義的批評。中西區區議會前副主席陳學鋒認為李文浩「完全不尊重自己的國家和歷史，不顧自己流淌着中國人的血脈」，認為李文浩不願效忠中國，不應具備擔任區議員的資格。
2021年9月24日，選區位於九龍的區議員被安排進行宣誓，選區位於深水埗的李文浩稱將拒絕出席並已準備喪失區議員資格。其並稱參選時並無宣誓的要求，認為當局目前要求區議員宣誓，是要推翻2019年區議會選舉的結果，因此他不會配合當局的做法。他又指，自坊間傳出區議員宣誓方案以來，已有心理準備他的區議員生涯將要結束，辦事處上月已經關閉。最終香港特區政府認為李文浩為拒絕或忽略作出誓言，因此即取消其區議員資格。10月24日時，李文浩在社交網站透露自己已離港赴英。

## 2023年區議會選舉事件

### 涉煽惑他人在區議會選舉中不投票被通緝
廉署表示，李文浩涉嫌於2023年12月4日至2023年12月10日，即在2023年區議會一般選舉期間在其個人社交媒體專頁，展示煽惑他人在該選舉中不投票的一則貼文。由於他已離港，裁判法院遂簽發手令通緝他歸案。